# Đèo Cậu
Đèo Cậu là đèo trên quốc lộ 27 ở huyện Ninh Sơn tỉnh Ninh Thuận, Việt Nam .

## Vị trí

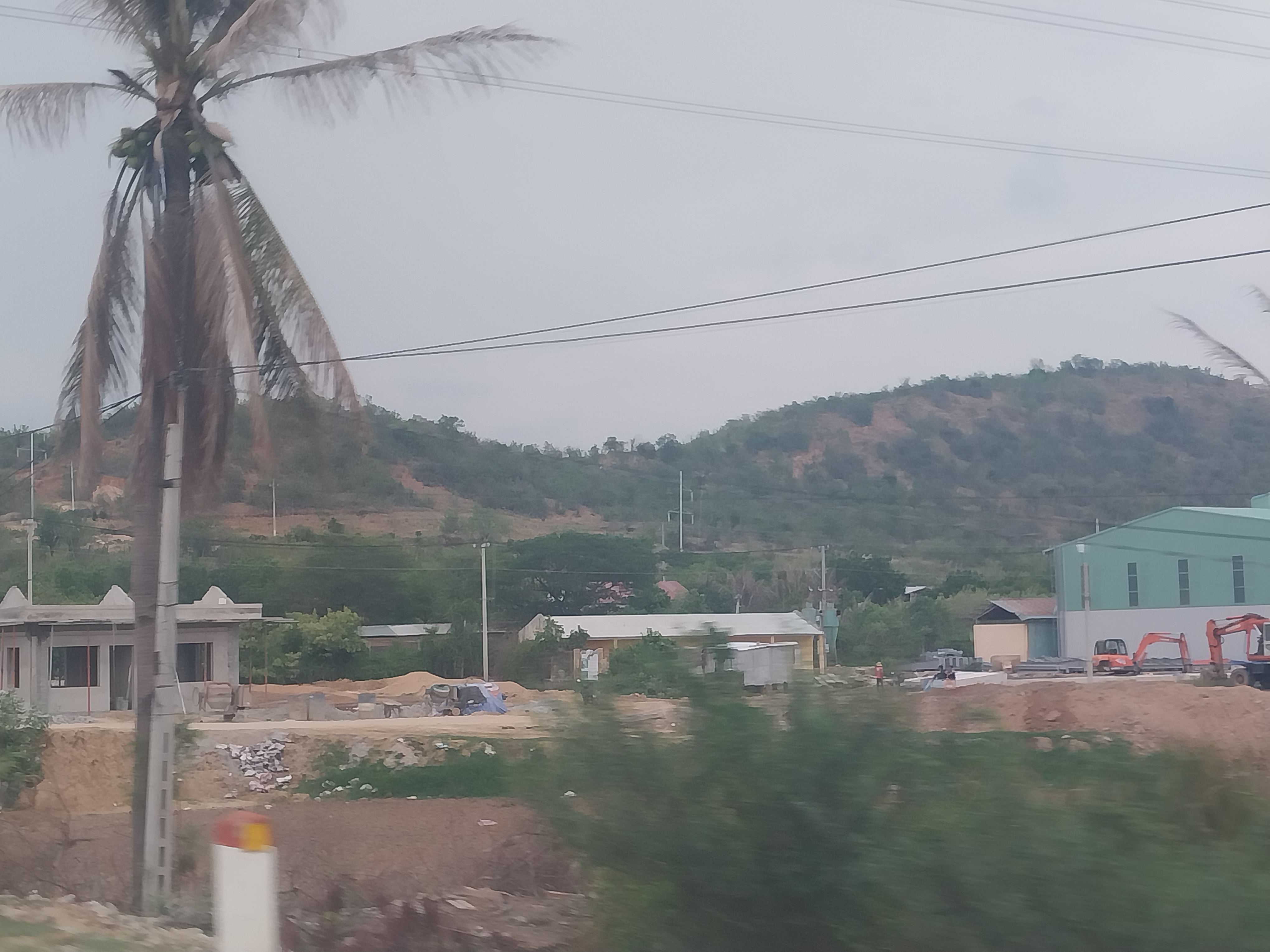
Đèo Cậu và núi Ngỗng

Đèo Cậu ở km 257+790 quốc lộ 27, trên vùng đất giáp ranh xã Mỹ Sơn và Nhơn Sơn huyện Ninh Sơn, phía tây làng Nha Hố. Tên đèo được đặt cho cầu Đèo Cậu dài 24 m ở cách đỉnh đèo cỡ 800 m hướng tây bắc.
Đèo không hiểm trở nhưng là đoạn đường có giao thông tập nập, gần thành phố Phan Rang – Tháp Chàm nên được nhắc đến nhiều. Đặc biệt là vào mùa mưa nước lũ tràn về làm cho "khu vực Đèo Cậu nước đã ngập sâu" .